# Rosie Swale-Pope
Rosie Swale-Pope, född 1946, är en brittisk äventyrare som under åren 2003-2008 genomförde en expedition att ensam gå och springa jorden runt, från hemmet i Wales, via Tyskland, Ryssland, Alaska, Kanada, Island och tillbaka till Wales. Hon drog hela vägen en kärra (utbytt ett par gånger) där utrustning och förnödenheter förvarades.
Hon nådde vägsystemets slut i Magadan i bortersta Ryssland september 2005, och efter flyg till Alaska, fortsatt genom det väglösa västra Alaska under vintern 2005-2006. Hon har fortsatt österut i Kanada och USA. Hon nådde New York, i oktober 2007 och fortsatte till Newfoundland i östra Kanada. Efter en flygning till Island sprang hon tvärs ön till dess östkust (i maj 2008), och tog sedan båten till Skottland och sprang sedan hem till Wales, under betydande intresse från brittisk media. Hon kom fram den 25 augusti 2008.
Hon har tidigare bland annat seglat jorden runt (den första ensamma barnfamiljen runt Kap Horn), och seglat ensam över Atlanten.